# Вулли, Ричард

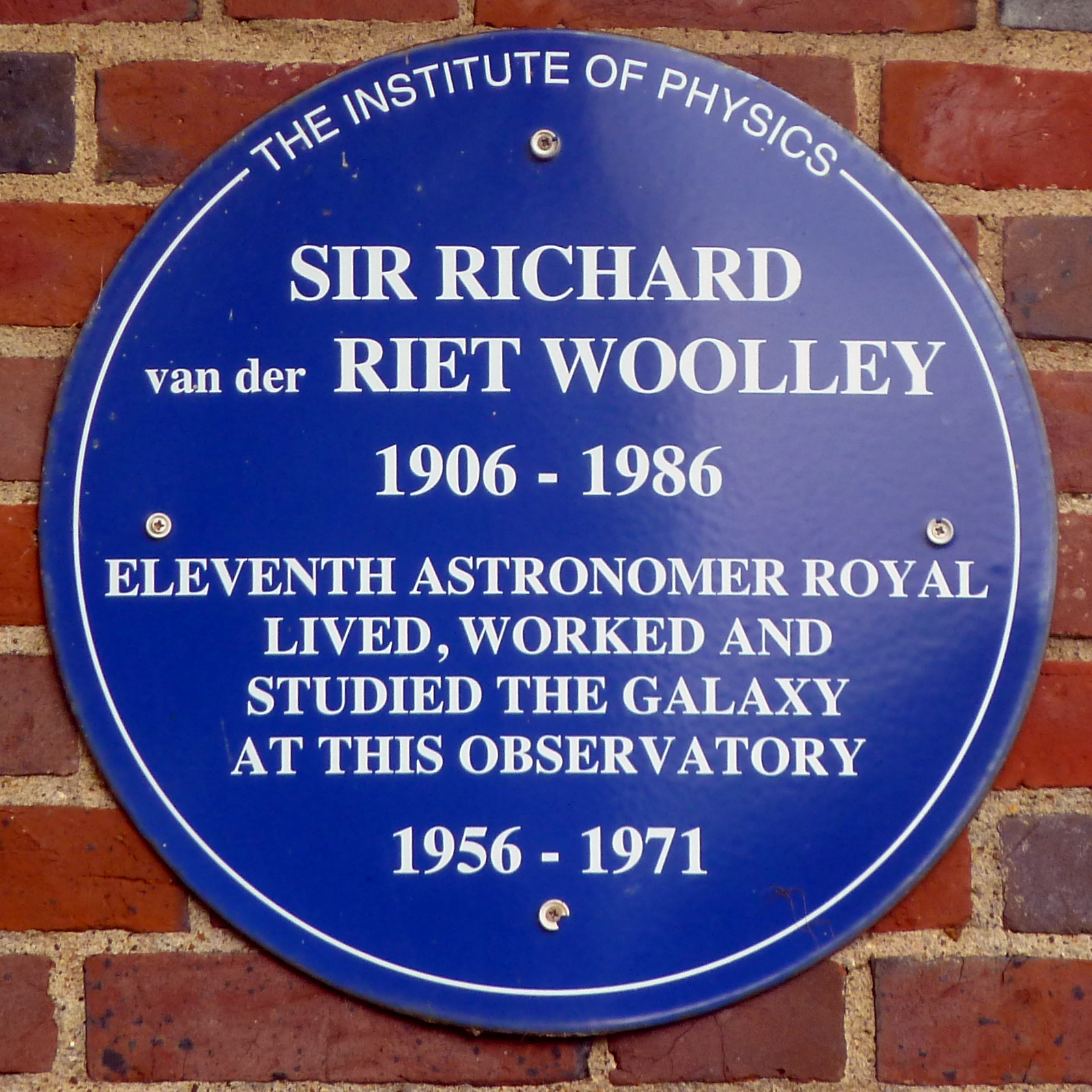
Памятная табличка установленная в память о Ричарде Вулли

Ричард ван дер Рит Вулли (англ. Richard van der Riet Woolley; 24 апреля 1906 — 24 декабря 1986) — британский астроном.

## Биография
Родился в Уэймуте (Великобритания), в 1924 окончил Кейптаунский университет, продолжал образование в Кембриджском университете. В 1933—1937 работал главным ассистентом в Гринвичской обсерватории, в 1937—1939 — сотрудник обсерватории Кембриджского университета, в 1937—1939 — работал в Кембриджской обсерватории, в 1939—1955 — директор обсерватории Маунт-Стромло (Австралия). В 1956—1971 — директор Гринвичской обсерватории — Королевский астроном; завершил перевод обсерватории в Херстмонсо. В 1972—1976 — директор Южно-Африканской обсерватории. Член Лондонского королевского общества (1953).
Основные труды в области наблюдательной и теоретической астрофизики. В 1930-е годы вел позиционные наблюдения на меридианном круге, спектральные наблюдения Солнца со спектрогелиоскопом, измерял двойные звезды. В обсерватории Маунт-Стромло занимался главным образом солнечной физикой — проблемами фотосферной конвекции, образования эмиссионных спектров хромосферы и короны. Впоследствии занялся вопросами звездной динамики, в частности, изучал строение и равновесие шаровых скоплений, эволюцию галактических орбит, определял лучевые скорости звезд. Автор (совместно с Д. Стиббсом) монографии «Внешние слои звезд» (1953), посвященной проблемам теории звездных атмосфер.
Вице-президент Международного астрономического союза (1952—1958). Золотая медаль Королевского астрономического общества (1971).
Известен своим скептицизмом относительно полётов в космос. Вулли считал их напрасной тратой денег и призывал вместо этого финансировать астрономию.